# Hermes Volley Oostende
Hermes Volley Oostende is een Belgische volleybalclub uit Oostende, die tot 2023 een ploeg had in de Liga, en daar 13 maal kampioen werd.

## Geschiedenis
Hermes Oostende werd in 1955 opgericht en sloot aan bij de KBVBV met stamnummer W-0116. Ze is daarmee de op-een-na oudste volleybalclub uit West-Vlaanderen. In deze beginperiode had de club enkel een herenafdeling. Het damesteam werd opgericht in 1962 op initiatief van Sus Hoornaert. Het daaropvolgende seizoen (1963-'64) werd er gestart in 2e provinciale. Vier seizoenen later maakte de dames hun entree in de ereklasse. Een eerste groot succes van het damesteam volgde in 1970 toen de club vice-landskampioen werd. Een seizoen later (1970-'71) later volgde de eerste landstitel en werd de eerste eindzege in de Beker van België behaald. Het was het begin van een reeks van tien opeenvolgde landstitels. Tevens volgde in deze periode nog tweemaal bekerwinst (1972 en 1977). Coaches waren Jean Gyselen (tevens voorzitter van 1966-1976) en Eliane Musch. Eveneens in de jaren 70 werden twee satellietclubs opgericht, met name Hera Oostende en Hermina Oostende. De wedstrijden werden afgewerkt in het Stedelijk Sportcentrum.
In de jaren 80 werd de club nog driemaal landskampioen en tweemaal Bekerwinnaar. Coaches waren in deze periode Johan Lozie en andermaal Jean Gyselen. Vanaf 1987 kwam de club in slechte papieren. Ondanks enkele veelbelovende (buitenlandse) transfers bleven de resultaten uit. Een laatste bekerfinale (ditmaal onder trainer Thierry De Decker) werd in het seizoen 1987-'88 afgewerkt. Hermes verloor toen met 3-0 van Hermanas Wervik. Op het einde van seizoen 1989-'90 moest de club degraderen, maar het daaropvolgende seizoen werd (met opnieuw Johan Lozie als coach) opnieuw de promotie afgedwongen. Weer een seizoen later (1991-'92) werden tal van speelsters van het (opgedoekte) eredivisieteam van Pardaf Kruibeke overgenomen. Ook werden de clubkleuren (van groen/geel naar rood/geel) gewijzigd en werd de clubnaam gewijzigd naar Cornix Oostende, naar de toenmalige naamsponsor. Nieuwe financiële problemen zouden echter leiden tot de degradatie op het einde van dat seizoen. De werking van de eerste ploeg werd stopgezet, de tweede ploeg (actief in 2e provinciale) en een jeugdploeg gingen wel verder. Ook werden de clubnaam en -kleuren hersteld. Opnieuw kwam het tot degradatie, waardoor Hermes voortaan in 3e provinciale uitkwam.
Gestaag werd de club opnieuw opgebouwd, waarbij de nadruk lag op de jeugdwerking. Dankzij gerichte promotie in het onderwijs en initiatieven als paasvolleykampen en kersttornooien voor jeugdploegen groeide het ledental opnieuw aan. In 1995 werd de promotie afgedwongen naar 2e provinciale en in 1997 naar 1e provinciale. In 2002 deed Philippe Develter zijn intrede als voorzitter en twee jaar later werd Hermes kampioen in 1e provinciale. Na een seizoen in 2e divisie, twee seizoenen in 1e divisie en een seizoen in 1e nationale keerde de club in 2008 terug op het hoogste niveau (de toenmalige eredivisie). Twee jaar eerder (2006) werd er verhuisd naar de Mr. V-Arena en werd het mannenteam (Hermes Heren Volley) met stamnummer W-1009 opgedoekt. Ook werd de clubnaam gewijzigd naar Hermes Volley Oostende. In 2009 - na 22 jaar afwezigheid - keerde de club terug op Europees niveau (tegen het Griekse Olympiacos Piraeus in de Challenge Cup) en in 2015 - naar aanleiding van het 53-jarige bestaan van de damesafdeling - werd het predicaat Koninklijke aangevraagd.
In seizoen 2016-'17 speelde Hermes Oostende de halve finale van de beker van België (nipt verlies van VDK Gent) en werd Hermes derde in de competitie en verzekerde zich op deze manier van een Europees ticket. Het daaropvolgende seizoen kwam de club uit in de Challenge Cup tegen het Portugese Ponta Delgada. Na winst tegen deze ploeg werd verder gebekerd tegen het Servische Tent Obrenovac (1/8ste finale). Oostende verloor in de kwartfinale van de Challenge Cup tegen de latere finalist, het Turkse Bursa. In seizoen 2018-'19 kwam Hermes uit in de Challenge cup en won het van Ponta Delgada. In de tweede ronde werd Azerrail Baku uit Azerbeidzjan verslagen. In de 1/8ste finale werd verloren van het Turkse topteam Aydın. In de Beker van België werd eerst gewonnen van VKT Torhout, daarna van Gent waarna Amigo's Zoersel werd uitgeschakeld in de halve finales. In de finale op 10 februari 2019 werd in het Antwerpse Sportpaleis gewonnen met 3-1 van Volley Saturnus Michelbeke. In seizoen 2019-2020 haalde Hermes Oostende de beker van België, net als in het voorgaande seizoen. Bij de CEV challenge strandt het team in de kwartfinale tegen landgenoot Asterix Avo Beveren.
In 2023 werd bekend dat de werking van het Liga-team binnen de club werd stopgezet. Er werd een samenwerking aangegaan met Bevo Roeselare - een club die actief was in eerste nationale - waarbinnen de eerste ploeg werd opgenomen. Ook bleef het eerste team actief op het Liga-niveau. In de lagere en jeugdreeksen blijft Hermes wel actief.

## Bestuur
| Periode      | Voorzitter        |
| ------------ | ----------------- |
| 1966 - 1976  | Jean Gyselen      |
| 1983 - 1976  | Ghislain Ampe     |
|              | ?                 |
| ? - ?        | Ghislain Ampe     |
| 1996 - ?     | Peter Goekin      |
| 2002 - heden | Philippe Develter |

| Periode     | Coach (dames)       |
| ----------- | ------------------- |
| ? - 1978    | Jean Gyselen        |
| 1978 - ?    | Eliane Musch        |
| ? - ?       | Johan Lozie         |
| ? - ?       | Jean Gyselen        |
| ? - ?       | Thierry De Decker   |
| ? - ?       | Johan Lozie         |
| ? - ?       | Filip Rossel        |
| ? - ?       | Stefaan Decoste     |
| ? - ?       | Bernice Vermote     |
| ? - ?       | Jean Gyselen        |
| ? - ?       | Bart Van Coillie    |
| ? - ?       | Dennis Rycx         |
| ? - ?       | Johan Lozie         |
| ? - ?       | Jean-Paul Serbruyns |
| ?-2020      | Frederik De Veylder |
| 2020 - 2023 | Koen Devos          |

## Palmares

### Dames
- Landskampioen (13): 1971, 1972, 1973, 1974, 1975, 1976, 1977, 1978, 1979, 1980, 1983, 1985 en 1987
- Bekerwinnaar (7): 1971, 1972, 1977, 1982, 1983, 2019 en 2020

## Bekende (ex-) spelers
- Anke Allemeersch
- Sandra Baillieul
- Rita Berton
- Marleen Berton
- Jasmien Biebauw
- Angie Bland
- Lynn Blenckers
- Katrien Bovijn
- Delfien Brugman
- Fien Callens
- Trees Carlier
- Angeline Cobbaert
- Nina Coolman
- Claire Crevits
- Bente Daniëls
- Kaat De Boeck
- Erna De Kievith
- Yana De Leeuw
- An Depuydt
- Amber De Tant
- Lise De Valkeneer
- Cécile De Wilde
- Delphine De Winne
- Nathalie De Wulf
- Mieke Dobbelaere
- Linde Dumoulin
- Linda Dupuis
- Ilka Gyselen
- Joke Hoeyberghs
- Esther Hullegie
- Anita Janssens
- Rita Joseph
- Bieke Kindt
- Michelle Knegt
- Christa Kurthen
- Fanny Lafeber
- Monique Laforce
- Charlotte Leys
- Lien Moijson
- Eliane Musch
- Erna Mycke
- Lara Nagels
- Paulien Neyt
- Els Pauwels
- Celine Platteeuw
- Elien Ruysschaert
- Sofie Van Acker
- Anja Van Damme
- Megan Vanden Berghe
- Renée Vandepitte
- Maureen van der Woude
- Jutta Van de Vyver
- Iris Vandewiele
- Elise Van Sas
- Jitse Verbinnen
- Bernice Vermote
- Karolien Verstrepen
- Leona Vervaeke
- Margo Voets
- Gerda Welvaert
- Birthe Wittock
- Jolien Wittock
- Basia Zakościelna